# Gianni Zuiverloon
Gianni Michel Eugene Zuiverloon (* 30. Dezember 1986 in Rotterdam) ist ein niederländischer Fußballspieler. Der Verteidiger steht aktuell beim ADO Den Haag unter Vertrag.

## Karriere

### Verein
Im Alter von sechs Jahren kam Zuiverloon in die Jugendmannschaft von Feyenoord Rotterdam. Damals wurde er von seiner Mutter zum Probetraining gebracht. Die Trainer erkannten sein Talent und Zuiverloon hielt dem Verein elf Jahre lang die Treue. 2004/05 gehörte er zum Profikader der Mannschaft, war anfangs allerdings für die Reservemannschaft eingeplant. Doch bereits kurz darauf berief ihn der damalige Trainer Ruud Gullit, auf Grund einer Verletzung von Dustley Mulder, in die erste Mannschaft. Am 22. August 2004 gab er gegen Willem II Tilburg sein Debüt. Insgesamt zehn Spiele absolvierte er in dieser Saison. Um ihm mehr Spielpraxis zu geben, entschieden die Feyenoord-Verantwortlichen, ihn für ein Jahr an RKC Waalwijk auszuleihen. Dort hatte er regelmäßige Einsätze und erzielte seinen ersten Pflichtspieltreffer. 2006 wechselte er mit einem Drei-Jahres-Vertrag zum SC Heerenveen. Bereits im Jahr 2008 verpflichtete ihn der englische Erstliga-Aufsteiger West Bromwich Albion für eine Ablöse von 3,2 Millionen Pfund. Dort wurde er auf Anhieb Stammspieler.
Im Sommer 2011 wechselte Zuiverloon zum spanischen Erstligisten RCD Mallorca. Von dort wurde er in die Niederlande zum sc Heerenveen ausgeliehen. Zur Saison 2013/14 wechselte er mit einem Dreijahresvertrag zu dessen Ligakonkurrenten ADO Den Haag.

### Nationalmannschaft
Nachdem er bereits in einigen anderen Nachwuchsmannschaften der Niederlande zum Einsatz gekommen war, wurde Zuiverloon Nationalspieler der U-21 Nationalmannschaft der Niederlande. Mit der Jong Oranje gewann er die U-21-Fußball-Europameisterschaft 2007. Das Halbfinale wurde gegen England mit 13:12 im Elfmeterschießen entschieden. Nach 90 Minuten hatte es 1:1 gestanden. Zuiverloon verwandelte dabei den entscheidenden Treffer für die Niederlande. Von fünf möglichen Spielen dieser Meisterschaft absolvierte er vier. Am Ende des Wettbewerbs wurde er für das UEFA-All-Star-Team nominiert.
Für die Olympischen Sommerspiele 2008 wurde er in den Kader der Niederlande berufen.

## Erfolge
- U-21-Fußball-Europameister: 2007